# 孔多爾火山

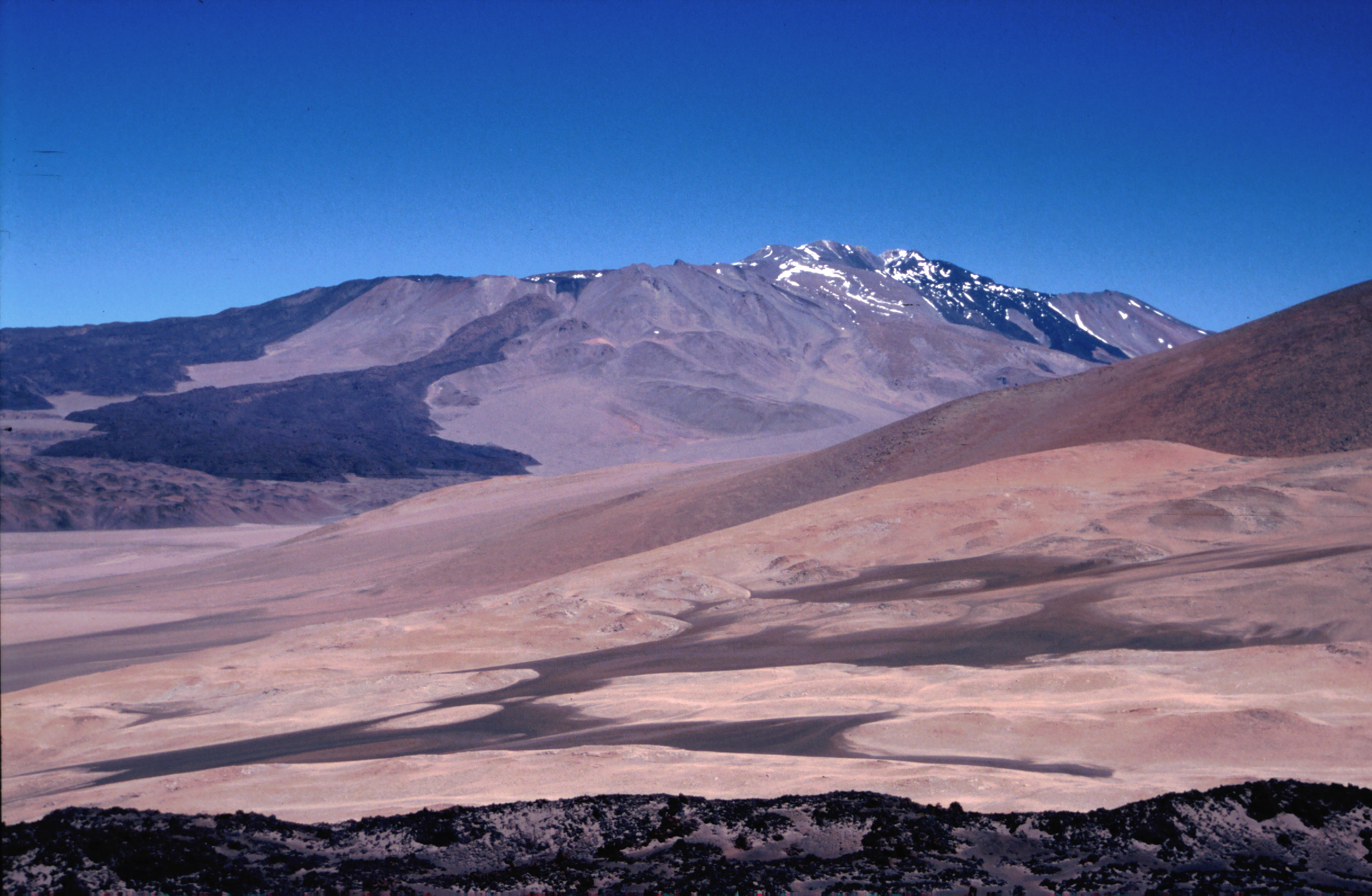

26°37′54″S 68°21′42″W / 26.63167°S 68.36167°W
孔多爾火山（西班牙語：Cerro El Cóndor），是阿根廷的火山，位於該國東北部卡塔馬卡省，屬於安第斯山脈的一部分，海拔高度6,414米，山體在全新世時期形成，人類在2003年首次登頂。